# Segundo gobierno de Alfonso Fernández Mañueco
El segundo Gobierno de Alfonso Fernández Mañueco se formó en abril de 2022, tras la elección de este último como Presidente de la Junta de Castilla y León por las Cortes de Castilla y León el 11 de abril, como resultado de que el Partido Popular (PP) y Vox pudieron reunir la mayoría de los escaños en las Cortes tras las elecciones autonómicas castellanas y leonesas de 2022. Sucede al primer gobierno Fernández Mañueco.
Es el primer gobierno de coalición PP-Vox que se forma en una autonomía española.

## Consejo de Gobierno
| ← Segundo Gobierno de Alfonso Fernández Mañueco (20 de abril de 2022 - ...) |                                                |                                                                       |                                    |
| Partido político                                                            |                                                | Partido Popular de Castilla y León                                    | Partido Popular de Castilla y León |
| Partido político                                                            | Vox (2022-2024)                                |                                                                       |                                    |
| Partido político                                                            | Independiente                                  |                                                                       |                                    |
| Presidencia                                                                 |                                                |                                                                       |                                    |
| Presidente de la Junta                                                      |                                                | Alfonso Fernando Fernández Mañueco 19 de abril de 2022 -              |                                    |
| Vicepresidencia                                                             |                                                |                                                                       |                                    |
| Vicepresidente de la Junta                                                  |                                                | Juan García-Gallardo Frings 20 de abril de 2022 - 11 de julio de 2024 |                                    |
| Vicepresidente de la Junta                                                  | Isabel Blanco Llamas 12 de julio de 2024 -     |                                                                       |                                    |
| Consejerías                                                                 |                                                |                                                                       |                                    |
| Presidencia                                                                 |                                                | Jesús Julio Carnero García 20 de abril de 2022 - 12 de mayo de 2023   |                                    |
| Presidencia                                                                 | Luis Miguel González Gago 12 de mayo de 2023 - |                                                                       |                                    |
| Economía y Hacienda y Portavocía                                            |                                                | Carlos Javier Fernández Carriedo 20 de abril de 2022 -                |                                    |
| Industria, Comercio y Empleo                                                |                                                | Mariano Veganzones Díez 20 de abril de 2022 - 11 de julio de 2024     |                                    |
| Industria, Comercio y Empleo                                                | Leticia García Sánchez 12 de julio de 2024 -   |                                                                       |                                    |
| Medio Ambiente, Vivienda y Ordenación del territorio                        |                                                | Juan Carlos Suárez-Quiñones y Fernández 20 de abril de 2022 -         |                                    |
| Movilidad y Transformación Digital                                          |                                                | María González Corral 20 de abril de 2022 - 11 de julio de 2024       |                                    |
| Movilidad y Transformación Digital                                          | José Luis Sanz Merino 11 de julio de 2024 -    |                                                                       |                                    |
| Agricultura, Ganadería y Desarrollo Rural                                   |                                                | Gerardo Dueñas Merino 20 de abril de 2022 - 11 de julio de 2024       |                                    |
| Agricultura, Ganadería y Desarrollo Rural                                   | María González Corral 11 de julio de 2024 -    |                                                                       |                                    |
| Sanidad                                                                     |                                                | Alejandro Vázquez Ramos 20 de abril de 2022 -                         |                                    |
| Familia e Igualdad de Oportunidades                                         |                                                | Isabel Blanco Llamas 20 de abril de 2022 -                            |                                    |
| Educación                                                                   |                                                | Rocío Lucas Navas 20 de abril de 2022 -                               |                                    |
| Cultura, Turismo y Deportes                                                 |                                                | Gonzalo Santonja Gómez-Agero 20 de abril de 2022 -                    |                                    |